# Hrabstwo Eastland
Hrabstwo Eastland – hrabstwo położone w USA, w centralnej części stanu Teksas. Utworzone w 1858 r. Według danych szacunkowych z 2024 liczy 18,3 tys. mieszkańców. Siedzibą hrabstwa jest miasteczko Eastland.
Jeszcze w listopadzie 2008 roku hrabstwo było „całkowicie suche” (dry county), co oznaczało zakaz sprzedaży wszelkich napojów alkoholowych.

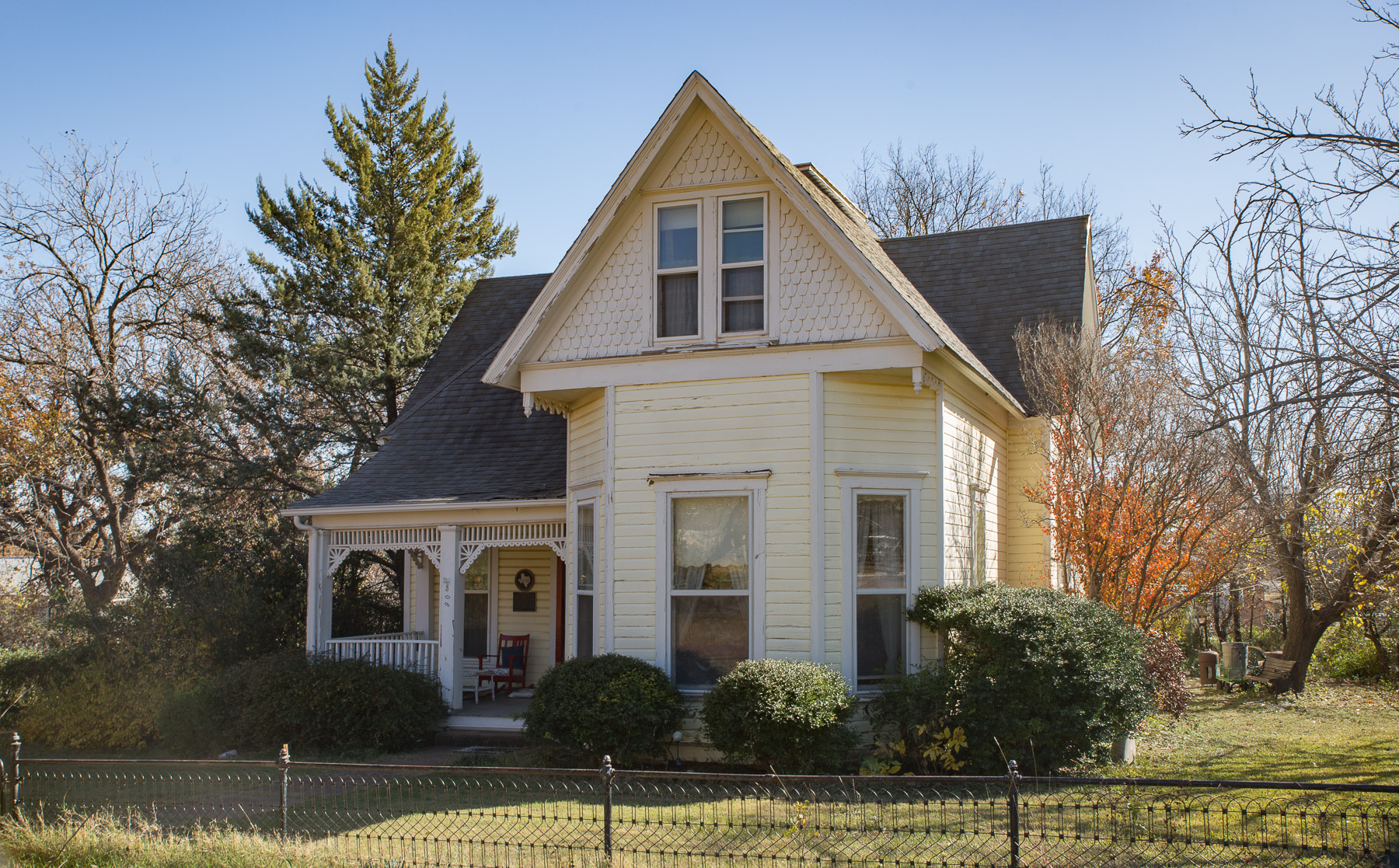
Zabytkowy Kean House w Cisco

## Gospodarka
Gospodarka hrabstwa Eastland opiera się przede wszystkim na rolnictwie i hodowli. Pastwiska zajmują 68% areału gospodarstw, natomiast uprawy – 17%, a obszary leśne – 13%. Większość dochodu z rolnictwa pochodzi z hodowli bydła. Ważną rolę odgrywają również hodowla świń, koni (hrabstwo zajmuje 26. miejsce w stanie pod względem ich pogłowia), kóz, owiec i drobiu. Kluczowe uprawy to orzechy pekan, bawełna, orzeszki ziemne, a także szkółkarstwo. W lokalną gospodarkę swój wkład wnosi również przemysł mleczny, akwakultura i produkcja siana. Nieznaczne wydobycie ropy naftowej i gazu ziemnego.
Hrabstwo zajmuje wysokie, 12. miejsce w Teksasie w kategorii "Inne zwierzęta i produkty zwierzęce". Jest to zasługą dynamicznie rozwijającego się pszczelarstwa oraz hodowli jeleni trofealnych i zwierząt egzotycznych na ranczach (np. Indian Ridge Ranch).
Największe branże w hrabstwie Eastland pod względem zatrudnienia w 2020 roku to: handel detaliczny (1108 osób), usługi edukacyjne (942 osoby), opieka zdrowotna i pomoc społeczna (717 osób), budownictwo (628 osób), zakwaterowanie i usługi gastronomiczne (485 osób), oraz produkcja (481 osób).

## Sąsiednie hrabstwa
- Hrabstwo Stephens (północ)
- Hrabstwo Palo Pinto (północny wschód)
- Hrabstwo Erath (wschód)
- Hrabstwo Comanche (południowy wschód)
- Hrabstwo Brown (południe)
- Hrabstwo Callahan (zachód)
- Hrabstwo Shackelford (północny zachód)

Piramida wieku hrabstwa

## Miasta
- Carbon
- Cisco
- Eastland
- Gorman
- Ranger
- Rising Star

## Demografia
Dominującą grupę etniczną w hrabstwie stanowią biali nielatynosi, którzy odpowiadają za 77,4% populacji. Według pięcioletnich danych z 2023 roku, mieszkańcy deklarują głównie pochodzenie meksykańskie (14,3%), niemieckie (13,9%), angielskie (13%), mieszane (13%), irlandzkie (8,6%), „amerykańskie” (7%) i szkockie lub szkocko–irlandzkie (4%).

## Religia

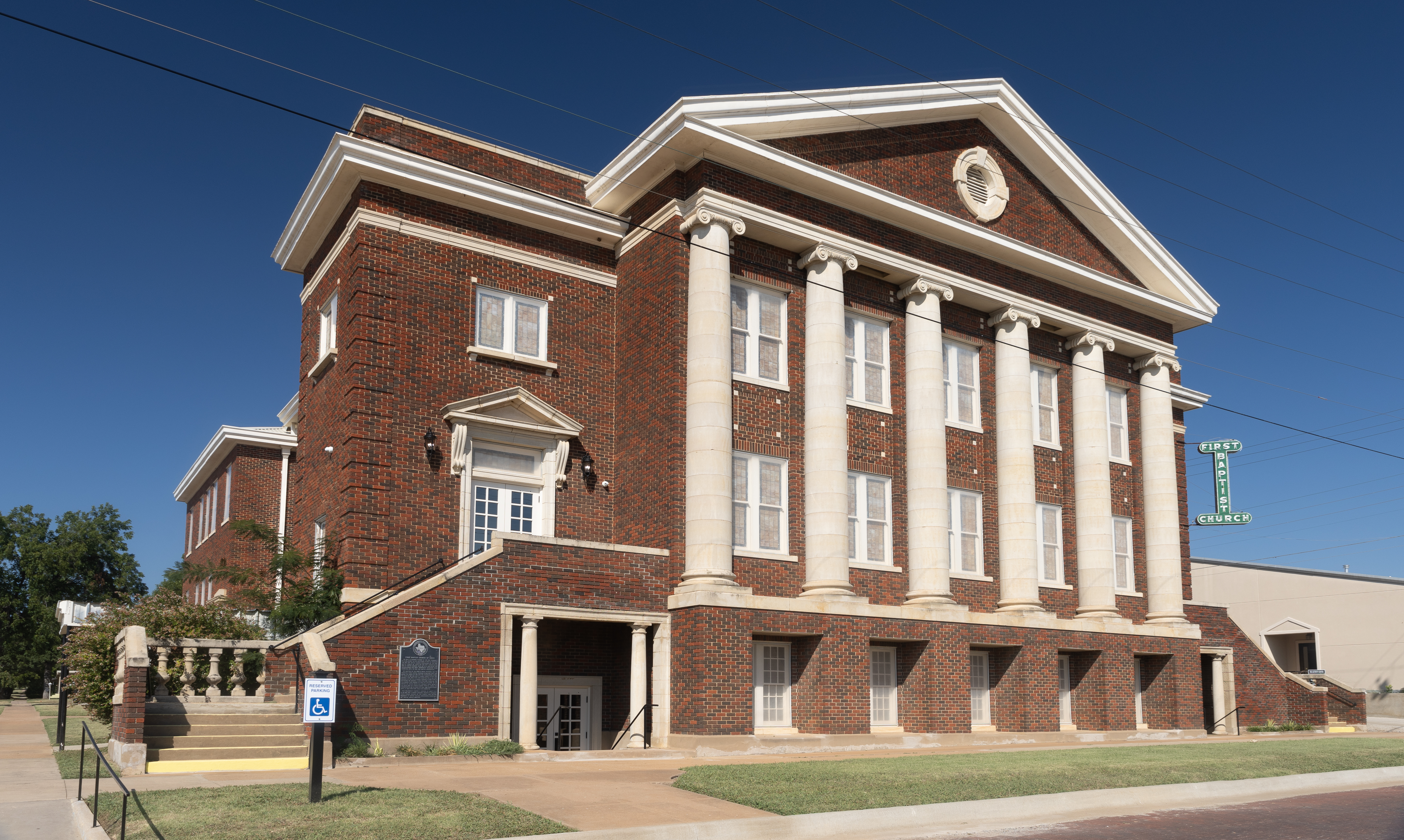
Pierwszy Kościół Baptystyczny w Cisco

Zdecydowana większość mieszkańców hrabstwa to ewangelikalni protestanci. Do największych związków wyznaniowych w 2020 roku należały:
- Południowa Konwencja Baptystów (7902 członków)
- ewangelikalne zbory bezdenominacyjne (4650 osób)
- Kościoły Chrystusowe (1249 osób)
- Kościół katolicki (1045 osób)
- Zjednoczony Kościół Metodystyczny (427 osób)
- Zjednoczony Kościół Zielonoświątkowy (3 zbory).